# Impatiens urticifolia
Impatiens urticifolia är en balsaminväxtart som beskrevs av Nathaniel Wallich. Impatiens urticifolia ingår i släktet balsaminer, och familjen balsaminväxter. Inga underarter finns listade i Catalogue of Life.